# SPAL 2013
SPAL 2013 är en italiensk fotbollsklubb från Ferrara. Klubben grundades 1907 som Società Polisportiva Ars et Labor (SPAL). Klubben spelade under 1950- och 1960-talet i Serie A. 1962 nådde man den italienska cupfinalen. Sedan Säsongen 2020/2021 spelar SPAL i italienska Serie B.

## Spelare

### Truppen
| Nr | Land     | Pos | Namn                                      |
| -- | -------- | --- | ----------------------------------------- |
| 1  | Albanien | MV  | Etrit Berisha                             |
| 3  | Italien  | F   | Luca Ranieri (lån från Fiorentina)        |
| 4  | Serbien  | F   | Nenad Tomović                             |
| 5  | Italien  | MF  | Jacopo Segre (lån från Torino)            |
| 6  | Italien  | MF  | Salvatore Esposito                        |
| 7  | Italien  | MF  | Simone Missiroli                          |
| 8  | Italien  | MF  | Mattia Valoti                             |
| 9  | Italien  | A   | Alberto Paloschi                          |
| 10 | Italien  | A   | Sergio Floccari                           |
| 11 | Italien  | MF  | Alessandro Murgia                         |
| 13 | Estland  | MF  | Georgi Tunjov                             |
| 14 | Italien  | A   | Federico Di Francesco (lån från Sassuolo) |
| 17 | Italien  | MF  | Leonardo Sernicola (lån från Sassuolo)    |
| 19 | Italien  | MF  | Luca Mora                                 |

| Nr | Land      | Pos | Namn                                 |
| -- | --------- | --- | ------------------------------------ |
| 20 | Italien   | F   | Caleb Okoli (lån från Atalanta)      |
| 22 | Senegal   | MV  | Demba Thiam                          |
| 23 | Italien   | F   | Francesco Vicari                     |
| 24 | Italien   | MF  | Federico Viviani                     |
| 25 | Italien   | F   | Riccardo Spaltro                     |
| 27 | Brasilien | MF  | Gabriel Strefezza                    |
| 29 | Spanien   | A   | Raúl Asencio (lån från Genoa)        |
| 32 | Italien   | F   | Marco Sala (lån från Sassuolo)       |
| 41 | Italien   | F   | Lorenzo Dickmann                     |
| 80 | Senegal   | A   | Demba Seck                           |
| 90 | Italien   | A   | Luca Moro (lån från Padova)          |
| 93 | Italien   | A   | Marco Tumminello (lån från Atalanta) |
| 97 | Senegal   | MV  | Maurice Gomis                        |